# Naked Tunes
Naked Tunes es el primer álbum en inglés del exlíder de la banda chilena Los Prisioneros Jorge González, publicado en 2014 bajo el sello Hueso Records. Leonino es el seudónimo de Jorge en este nuevo proyecto (canciones en inglés).  
Producido por el mismo González, grabado en Berlín, Alemania, cuenta con canciones relajadas, acústicas similares a su trabajo anterior en español Libro. La conjugación de su seudónimo (Leonino) se basa en el nombre de sus dos hijos menores (Leonardo y Antonino).

## Lista de canciones
Todas las canciones escritas y compuestas por Jorge González Ríos, excepto It doesn't matter (Martin Gore). 
| N.º   | Título                                | Duración |  |
| 1.    | «I think we should be friends»        | 3:52     |  |
| 2.    | «Don't change your mind»              | 3:27     |  |
| 3.    | «My time is gonna come»               | 2:39     |  |
| 4.    | «My love will set you free»           | 3:58     |  |
| 5.    | «Not a sound»                         | 3:49     |  |
| 6.    | «How many times did you save my soul» | 3:47     |  |
| 7.    | «It wasn't meant to be»               | 3.34     |  |
| 8.    | «After the big war»                   | 3:20     |  |
| 9.    | «Down by the river»                   | 4.12     |  |
| 10.   | «There is a light»                    | 3.49     |  |
| 11.   | «It doesn't matter»                   | 5:00     |  |
| 41:36 |                                       |          |  |

It doesn't matter, cover de Depeche Mode, es señalado en el disco como bonus track y está disponible sólo como descarga digital.

## Colaboraciones
- Pier Bucci en I think we should be friends.
- Mariano Scopel en Not a sound.
- Argenis Brito en How many times did you save my soul.